# Héroes del Silencio Tour 2007
Héroes del Silencio Tour 2007 es el título genérico de la gira que, durante los meses de septiembre y octubre de 2007, llevó a cabo el grupo español de rock Héroes del Silencio.
Esta gira, que significaba la despedida del grupo, incluyó las ciudades de Ciudad de Guatemala (Guatemala), Buenos Aires (Argentina) , Monterrey y México, D. F. (México), Los Ángeles (Estados Unidos), y Zaragoza, Sevilla y Valencia (España). La novedad la supuso la presencia del guitarrista Gonzalo Valdivia, que hizo de segundo guitarra durante la gira, y que nunca había tocado antes con Héroes.
Tras la gira, el grupo publicó el álbum Tour 2007, en formato de CD y DVD, que recogía momentos de la misma.

## El grupo
Héroes del Silencio fue un grupo de rock formado en los años 80 por Enrique Bunbury, Pedro Andreu, Joaquín Cardiel y Juan Valdivia. En la década de 1990 experimentaron un gran éxito en España y Latinoamérica, así como en varios países europeos, incluyendo Alemania, Bélgica, Suiza y Francia, convirtiéndose en uno de los más exitosos grupos en la historia del Rock en español. Después de doce años y numerosos álbumes, la banda se separó en el año 1996. Diferencias personales y cansancio fueron los motivos expuestos para su disolución. Tras la misma, Enrique Bunbury inició su carrera en solitario.

## La gira

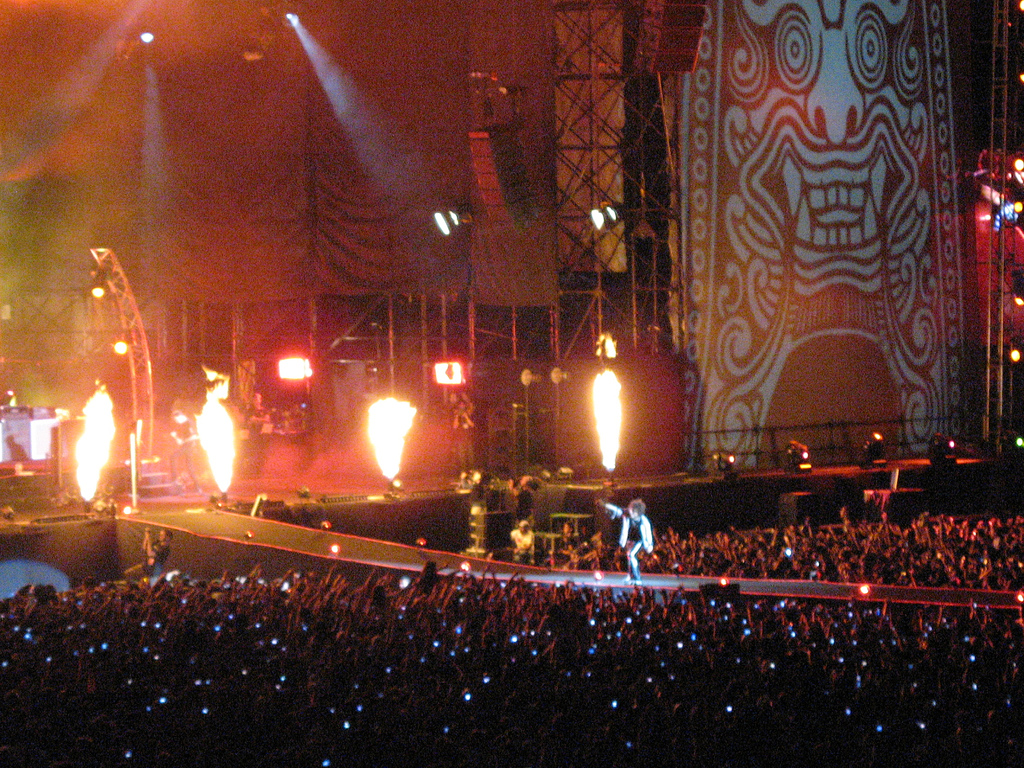
Un momento de la interpretación de "Avalancha", en uno de los conciertos de México.

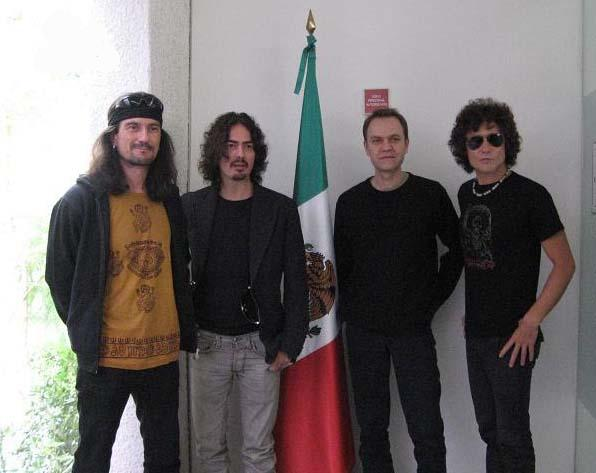
Héroes del Silencio posan con la bandera de México, a su llegada al país, el 13 de septiembre de 2007.

A los diez años de su separación, se planteó la posibilidad de realizar una gira de despedida como homenaje a sus seguidores, y como forma de cerrar brillantemente la trayectoria del grupo. Para llevar a cabo esta gira, se contó con el patrocinio de empresas tanto públicas como privadas, entre las que se incluyó la Expo Zaragoza 2008, el Real Zaragoza y el Ayuntamiento de Zaragoza, la ciudad del grupo, donde se planificaron dos actuaciones.
Tras algunos meses de ensayos llevados a cabo en relativo secreto, se acordó la participación de Gonzalo Valdivia, hermano del guitarrista Juan Valdivia, como segundo guitarra durante la gira, al encontrarse Juan aún renqueante de una operación en la mano. En un principio se pensó que sería Alan Boguslavsky, que fue componente de la banda de 1993 a 1996 quien desempeñaría el puesto. 
Las entradas se pusieron a la venta con meses de antelación para evitar problemas de última hora, a través de cajeros automáticos y tiendas de discos, pero su demanda desbordó todas las previsiones. Para los conciertos de Sevilla, Zaragoza y México D. F. se vendieron en tiempo récord. En menos de 23 horas desde su puesta a la venta se vendieron todas, aunque surgió un turbio negocio de reventa. Las entradas para el concierto del 12 de octubre en Zaragoza, que se pusieron a la venta el 1 de marzo de ese mismo año a las 00:00 h, se agotaron en tan solo 3 horas. Hubo gente a las puertas de las tiendas 24 horas antes, y también se produjo el colapso de los cajeros de Ibercaja y en la web, donde también se vendían.
En febrero de 2007, el grupo hizo público un comunicado oficial en el que informó de las ciudades y fechas donde se llevarían a cabo los conciertos.
Para este tour, se contó con un impresionante despliegue de luz y sonido, además de un escenario de enormes dimensiones con una pasarela que culminaba en otro más pequeño donde se desarrollaba una parte de los conciertos. El megaescenario, de 22 m de altura, incluía dos pantallas gigantes a los lados y dos telares donde también se exhibían imágenes, con una potencia de 550.000 vatios de luz y 300.000 de sonido. El dispositivo humano para todo el montaje de los conciertos constaba de unas 800 personas.

### Guatemala
El 15 de septiembre de 2007, Héroes del Silencio volvían a un escenario después de 11 años. Fue en la Ciudad de Guatemala, y el escenario el Estadio del Ejército.
Ante 24.000 espectadores, venidos de toda Centroamérica, el show comenzó con "Song to the siren", para iniciar la actuación con "El estanque", tras la que llegaron "Deshacer el mundo", "Mar adentro", "La carta" y "La sirena varada". El saludo de Bunbury fue escueto:

«muy buenas noches Guatemala, teníamos ganas de veros las caras»

Durante el concierto se produjeron algunas deficiencias en el sonido, por las que Enrique pidió disculpas. La actuación duró unas dos horas y media y culminó con un espectáculo de fuegos artificiales.

### Buenos Aires

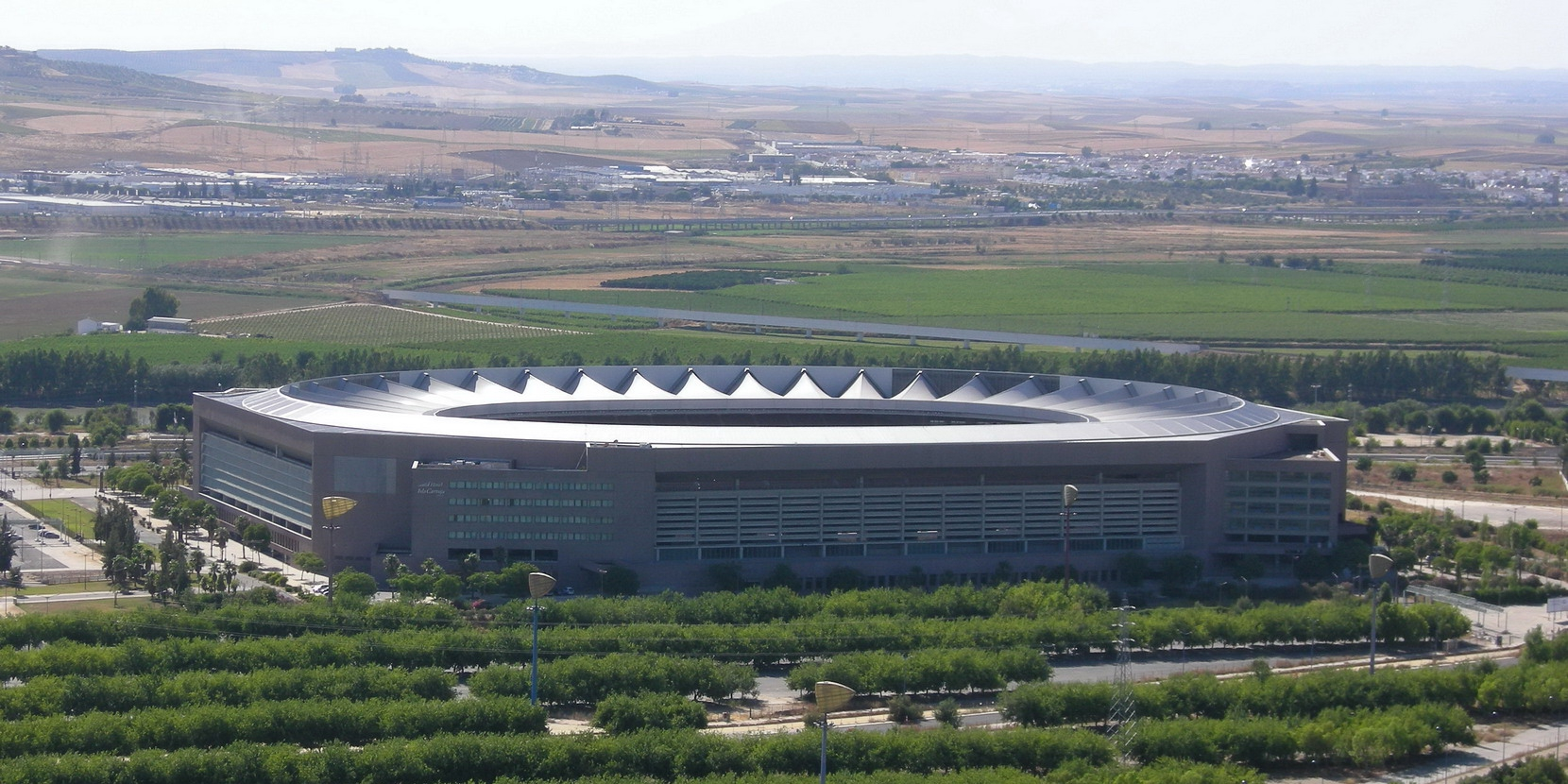
El Estadio de la Cartuja, de Sevilla, que acogió a 70.000 personas durante el concierto del 20 de octubre.

El segundo concierto de la gira se celebró en Buenos Aires, el 21 de septiembre, ante 30.000 personas en el estadio del Club Ciudad de Buenos Aires, y estaba programado dentro de los actos del macrofestival Pepsi Music, en el que también actuaban bandas como Molotov, Black Eyed Peas y Marilyn Manson. 
El concierto, que duró unas dos horas, se inició de nuevo con "El estanque", "Deshacer el mundo" y "Mar adentro", siendo los temas clásicos de la banda como "Entre dos tierras", "Nuestros nombres" o "Avalancha" los más coreados, hasta un total de 25 canciones. A pesar de que se volvieron a registrar problemas de sonido, la actuación fue considerada un gran éxito.

### Monterrey
El 25 de septiembre Héroes del Silencio volvieron a México, el país donde más éxito tuvieron después de España, tras más de once años. Fue en la ciudad de Monterrey, y el escenario el Parque Fundidora, donde se reunieron 15.000 personas.
Con un recibimiento apoteósico, el concierto comenzó a las 21.30 h., una vez más tras los acordes de "El estanque", que dio inicio a la actuación. Bunbury se presentó así:

"Monterrey, muy buenas noches. Qué bueno estar en Monterrey, verlos de nuevo después de tanto tiempo, qué bueno estar en Fundidora. Falta alguien, llegaron tarde, ya podemos empezar"

A las 23.50 h., y tras interpretar una veintena de canciones, Héroes se despidieron de su público.

### Los Ángeles
Tres días más tarde, el 28 de septiembre, se celebró el único concierto de la gira que Héroes ofrecieron en los Estados Unidos; fue en la ciudad de Los Ángeles, concretamente en el Home Depot Center de Carson. 
La mayoría de los asistentes a este concierto, que llenó las 27.000 plazas de que dispone el estadio, más las habilitadas dentro de la cancha, eran latinoamericanos con banderas de sus países, a los que, en un momento del espectáculo, fue mencionando Bunbury casi uno por uno.
Tras unas dos horas de una actuación en la que "Iberia sumergida" "Entre dos tierras" y "Avalancha" fueron los temas más coreados, el grupo se despidió con el habitual espectáculo de fuegos artificiales.

### México D.F.

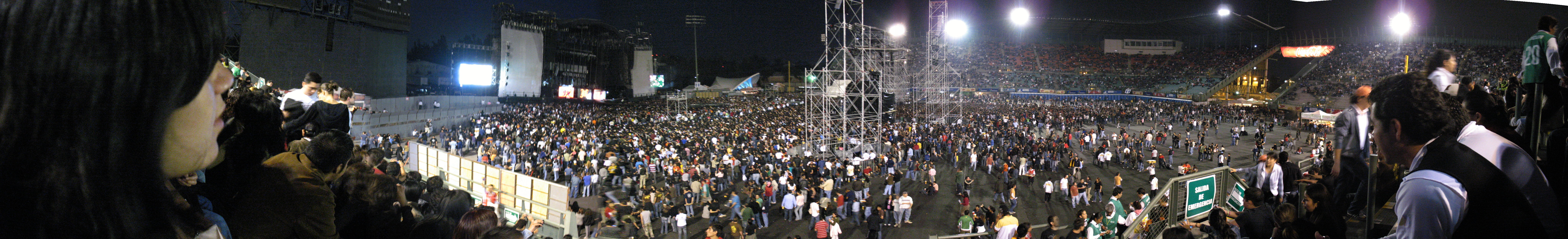
Panorámica de la llegada del público al concierto del 6 de octubre en el Foro Sol de México D.F.

La demanda de entradas hizo que el único concierto que inicialmente estaba previsto en México, D. F. se ampliase a dos. Así, los días 4 y 6 de octubre el grupo dio su recital en el Foro Sol, llenando en ambos las 60.000 localidades dispuestas para el evento.

#### 4/10
El primero de ellos tuvo lugar el día 4. A las 22.10 h. apareció sobre las pantallas gigantes la figura de Bunbury interpretando los primeros acordes de "El estanque". No faltaron temas como "Bendecida", "Opio", y sobre todo "Avalancha", el tema que más coreó el público. "Malas intenciones" y "En brazos de la fiebre" fueron los temas con los que se despidieron.

#### 6/10
El día 6, de nuevo con el auditorio al completo, el grupo cambió algo su repertorio. Sobre las 21.00 h. comenzó, una vez más con "El estanque", y se pudieron escuchar temas como "La carta", "Tesoro" y "Tumbas de sal". Otra vez fue "Avalancha" el tema que más alteró a los asistentes. Con una emotiva despedida, los Héroes abandonaron la parte americana de la gira.

### Zaragoza

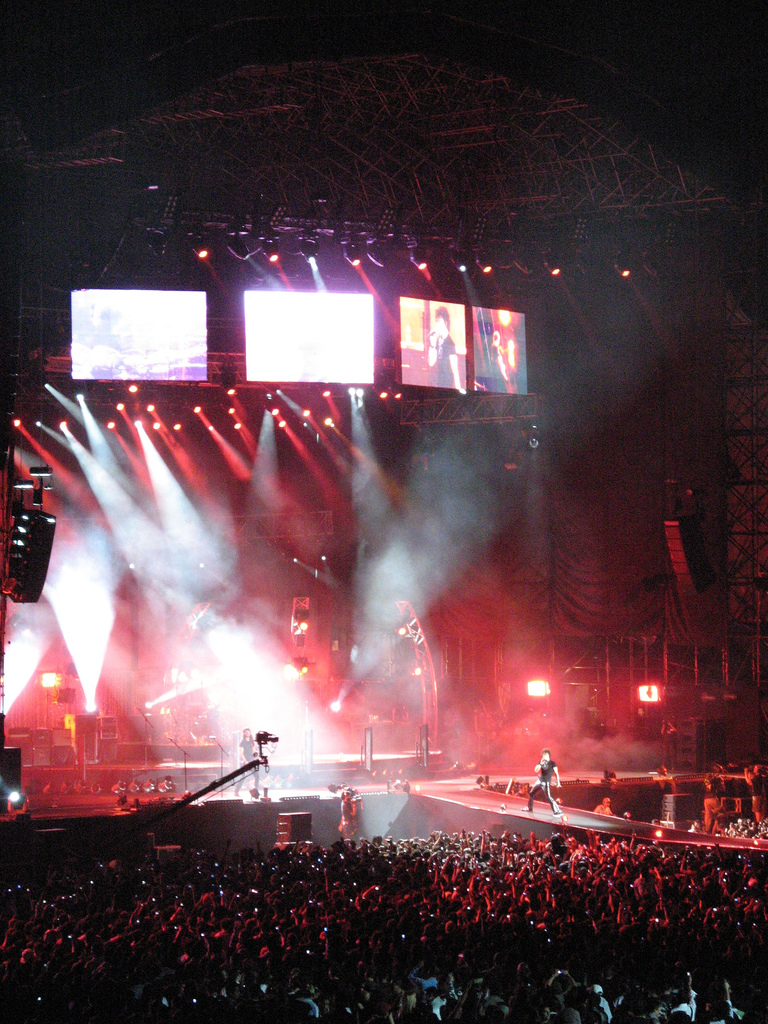
Un momento de uno de los conciertos del Foro Sol.

El regreso de Héroes del Silencio a su ciudad para dar dos únicos conciertos había levantado una gran expectación, y las entradas se habían agotado horas después de ponerse a la venta. Los conciertos coincidieron con las Fiestas del Pilar, lo que dio mayor realce al acontecimiento. El escenario elegido fue el estadio de La Romareda, cuyas 40.000 plazas fueron ocupadas para las actuaciones.

#### 10/10
El 10 de octubre se celebró la primera de ellas; tras un día frío y lluvioso, sobre las 21.20 h. el grupo salió al escenario bajo una enorme ovación. El repertorio no varió mucho con respecto a los anteriores conciertos del Tour, incluyendo "La sirena varada", "Héroe de leyenda", "No más lágrimas", "Avalancha", "Bendecida", "Opio" o "La herida".

#### 12/10
El 12 de octubre Héroes volvieron a llenar La Romareda para ofrecer el segundo concierto en su ciudad. A las 21.00 h. comenzó a sonar "Song to the siren" como preludio de la salida del grupo. Tras el primer bloque de canciones, la voz de Bunbury comenzó a empeorar y este pidió disculpas, tras lo que se tomó un pequeño respiro y regresó ante el aplauso del público para culminar la actuación. El repertorio fue prácticamente el mismo de dos días antes, con la inclusión de "Agosto" como única novedad. Unas dos horas de actuación tras las que el grupo se despidió emotivamente de su ciudad.

### Sevilla
Después de once años, Héroes volvieron a Sevilla para su concierto del 20 de octubre, en el Estadio Olímpico de La Cartuja.
70.000 espectadores asistieron al concierto, la mayor cifra registrada hasta entonces en el tour, donde así se presentó Bunbury:

"Sevilla, buenas noches, un placer estar con ustedes, os queremos dar las gracias por lo grande que se ve esto..."

Tras un inicio con temas más melódicos, la banda tocó en la segunda parte su repertorio más movido, el que encendió al público con temas como "La sirena varada", "La herida", "Mar adentro", "Nuestros nombres" y "Avalancha". La sorpresa de la noche se produjo cuando el exproductor del grupo, Phil Manzanera, subió al escenario e interpretó dos temas a la guitarra.

### Valencia

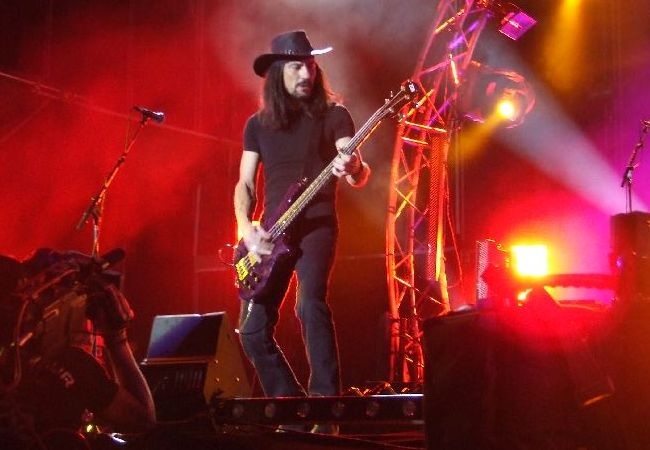
El bajista Joaquín Cardiel, durante el concierto de Sevilla.

El último concierto de la gira de despedida de Héroes del Silencio tuvo lugar en las proximidades de la ciudad de Valencia, en el Circuito Ricardo Tormo de Cheste, el día 27 de octubre.
La asistencia masiva al concierto (80.000) personas, y la falta de previsión de la organización, originaron un caos circulatorio durante más de cuatro horas, además de 20 kilómetros de retenciones que imposibilitaron el acceso a miles de seguidores. La situación llegó a ser tan caótica que muchos fanes decidieron abandonar sus vehículos en plena autovía A-3, que quedó colapsada.
El concierto en sí fue el más emotivo de toda la gira. Comenzó con el típico "El estanque" y culminó con la también habitual "En brazos de la fiebre", tras un repaso a sus temas más conocidos de más de dos horas, con momentos como la interpretación de "La chispa adecuada" con la única iluminación de los mecheros y teléfonos móviles del público. Hasta tres veces volvieron al escenario para culminar el show, cuyo punto final pusieron los habituales fuegos artificiales. Entre las frases que Bunbury dedicó al entregado público:

"Hace 24 años que empezamos en esto y ustedes han hecho posible lo que parecía imposible. Ustedes nos han hecho grandes y se lo tenemos que agradecer."

Sus últimas palabras sobre un escenario como miembro del grupo fueron:

"Muchísimas gracias, ha sido un verdadero placer estar con todos ustedes. Nosotros somos Héroes del Silencio, no se olviden. Hasta siempre."